# Niederschlagsarbeit
Die Niederschlagsarbeit ist ein metallurgisches Verfahren zur Gewinnung von Metallen aus deren Sulfiden. Das Sulfid wird dabei mit einem schwefelaffinen Metall wie Eisen verschmolzen. Das Eisen verbindet sich dabei mit dem Schwefel und das andere Metall wird dabei in metallischer Form erhalten. Die verallgemeinerte Reaktionsgleichung ist: 
{\displaystyle \mathrm {MeS+Fe\longrightarrow FeS+Me} }
Nach diesem Verfahren kann etwa Antimon aus Antimonit und Bismut aus Bismut(III)-sulfid gewonnen werden:
{\displaystyle \mathrm {Sb_{2}S_{3}+3\ Fe\longrightarrow 2\ Sb+3\ FeS} }
{\displaystyle \mathrm {Bi_{2}S_{3}+3\ Fe\longrightarrow 2\ Bi+3\ FeS} }
Bleiglanz reagiert in ähnlicher Weise mit Eisen, wobei neben Eisen(II)-sulfid das metallische Blei gewonnen wird: 
{\displaystyle \mathrm {PbS+Fe\longrightarrow FeS+Pb} }
Das Eisen wird dabei in Form seiner Oxide oder von basischen Schlacken eingesetzt, aus denen das metallische Eisen durch Reduktion während des Schmelzprozesses entsteht.